# Pillangó törpesügér
A pillangó törpesügér (Mikrogeophagus ramirezi) egy kis termetű hal, ami a sügéralakúak rendjébe és a Cichlidae családba tartozik. Gyakran nevezik egyszerűen pillangósügérnek, ramirezi törpesügérnek, de leggyakoribb elnevezése a pillangó tarkasügér. Nevét onnan kapta, hogy úszása hasonlít a pillangók repüléséhez.

## Előfordulása
Eredeti élőhelye Venezuela, Kolumbia lassú folyású, meleg folyói.

## Megjelenése
Testhossza 7 centiméter. A vad példányok színe zöldesbarna, ibolyáskék fényű pikkelyekkel. Számos akváriumi tenyészváltozata van. Az élénkvörös szemtől egy sötét sáv húzódik a faroknyélig. A farok alatti, a farok-és a hátúszó világosvörös színű, színjátszó kék pöttyökkel.
Az ivarérett hímek mellúszója hosszú, hátúszójuk második és harmadik úszósugara nagyon megnyúlt. A nőstényeknél a hátúszó egyenletes, egyenes vonalú, testük az ikrázáskor megduzzad és borvörös folt jelenik meg a hastájékukon.

## Életmódja
Mindenevő, a természetben ragadozó.

## Szaporodása
A tarkasügérek szabadon költők és mindkét nem ügyel az utódokra. Az ikrákat általában kövekre és mélyedésekbe rakják. Néha azonban a homokba, vagy közvetlenül a növényekre ikráznak. Hogy a párokat ikrázásra serkentsük, növeljük a hőmérsékletet 30 fokra és rendszeresen etessünk a halakkal élő eleséget. Az ivarokat csak felnőtt korban könnyű megkülönböztetni.

## Tartása
Tartózkodási szint: minden szint, legtöbbször a középső és alsó vízrétegek. Bár gyönyörű hal, mégsem elterjedt, mivel nehéz hosszú ideig életben tartani az akváriumban. Nagyon kényes a víz minőségére és kémiai összetételére, hamar megbetegszik.
A növényekkel jól betelepített 100 literes medencében nemre való tekintet nélkül 4-5 törpesügért helyezhetünk. Még jobb azonban, ha párosával tartjuk.
Igényei nem túl nagyok, legfeljebb a lágytól a középkemény vizet szereti, amelynek hőmérséklete 25 fok alá ne essen. Rendszeres vízcserét igényelnek. Sajnos rövid életűek ezek a csodálatos halak, csupán 2 év az élettartamuk.